# Eleutherodactylus amadeus
Eleutherodactylus amadeus (in den Medien manchmal als Mozartfrosch bezeichnet) ist ein seltener Froschlurch aus der Gattung der Antillen-Pfeiffrösche (Eleutherodactylus), der in Haiti endemisch ist. Benannt ist die Art nach Wolfgang Amadeus Mozart, weil das Audio-Spektrogramm seines charakteristischen Rufes den Biologen Stephen Blair Hedges an Musiknoten erinnerte.

## Merkmale
Eleutherodactylus amadeus erreicht bei den Weibchen eine Maximallänge von 25 mm. Der Rücken ist glatt, der Bauch ist relativ glatt mit feinen Furchen. Die Rückenzeichnung ist unterschiedlich. So gibt es ungemusterte Individuen sowie welche mit langen dorsolateralen (rückenseitlichen) Streifen, mit kurzen rückenseitlichen Streifen, mit schmalen Streifen in der Rückenmitte, Rückenflecken oder mit breiten Streifen in der Rückenmitte. Gelegentlich gibt es Individuen, die Kombinationen aus den oben genannten Rückenmustern aufweisen. Die Rückenfärbung ist hellgelb, hellbraun, braun oder dunkelbraun, wobei die Männchen zu einer helleren Färbung tendieren. Der Bauch ist weiß oder hellgelb mit hellbraunen oder braun Tupfern oder größeren braunen Flecken. Das Peritoneum im Hodenbereich ist dunkelbraun oder schwarz. Drüsen sind in den Achseln, in den Leisten und in den Oberschenkeln vorhanden. Die Zehenscheiben sind leicht vergrößert.

## Lautäußerungen
Sein Nachtruf besteht aus einem viertönigen gedämpften Pfeifen. Jeder Ton ist in Frequenz und Länge identisch und wird in Intervallen von 0,5 Sekunden wiedergegeben. Offenbar gibt es während der Abend- und der Morgendämmerung einen zweitönigen Ruf.

## Vorkommen
Die Art wurde 1985 am Südhang des Morne Forman 15,1 km Luftlinie westlich von Camp-Perrin im Département Sud auf Haiti entdeckt. Das Verbreitungsgebiet ist auf das Massif de la Hotte beschränkt.

## Lebensraum und Lebensweise
Eleutherodactylus amadeus bewohnt Wälder mit einem geschlossenen Blätterdach in Höhenlagen zwischen 1000 und 2340 m. Er ist nachtaktiv. Tagsüber hält er sich unter Gestein und Baumstämmen auf. Nachts ist er in bis zu 50 cm Höhe in der Grasvegetation zu finden. Am späten Nachmittag und am frühen Abend ist sein Ruf in der niedrigen Grasvegetation zu hören. Das Gelege, das zwischen 11 und 27 Eier enthält, befindet sich auf dem Boden oder unter Objekten. Die Eier erreichen einen Durchmesser zwischen 3,4 und 5,1 mm. Die geschlüpften Jungfrösche haben eine Länge zwischen 4,2 und 4,4 mm.

## Status
Eleutherodactylus amadeus wird von der IUCN in die Kategorie „vom Aussterben bedroht“ (critically endangered) klassifiziert. Sein Fortbestand ist ernsthaft durch Lebensraumzerstörung bedroht. Die Hauptgefährdung geht von der Brandrodung und der Holzkohlegewinnung durch die örtliche Bevölkerung aus. Die Art kommt im Parc National Macaya vor. Jedoch gibt es keine Verwaltung, die einen Schutz des Gebietes gewährleistet, so dass die Zerstörung weiter voranschreitet. Dringende Schutzaktionen am Massif de la Hotte sind notwendig, um diese Art und andere gefährdete Amphibienarten in diesem Gebiet vor der Ausrottung zu bewahren.
Nachdem die Art zuletzt 1991 beobachtet worden war, galt sie als möglicherweise ausgestorben. Anfang 2011 wurde bekannt, dass sie zusammen mit fünf anderen seltenen haitianischen Froscharten wiederentdeckt werden konnte.